# Oxydendrum arboreum
Oxydendrum arboreum là một loài thực vật có hoa trong họ Thạch nam. Loài này được (L.) DC. mô tả khoa học đầu tiên năm 1839.

## Hình ảnh

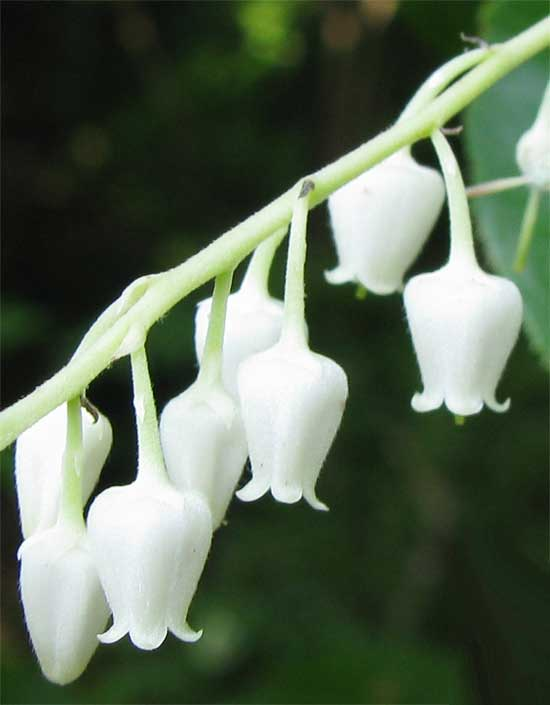
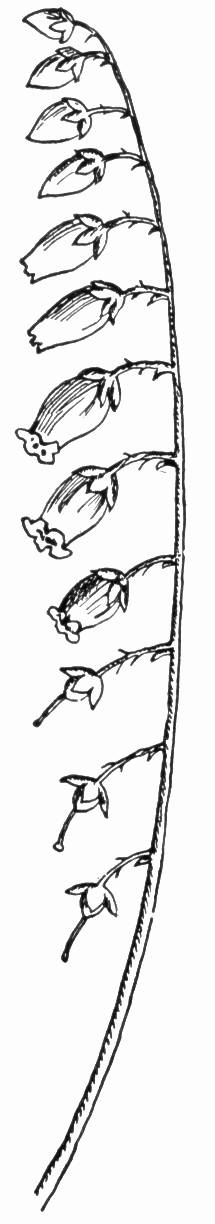
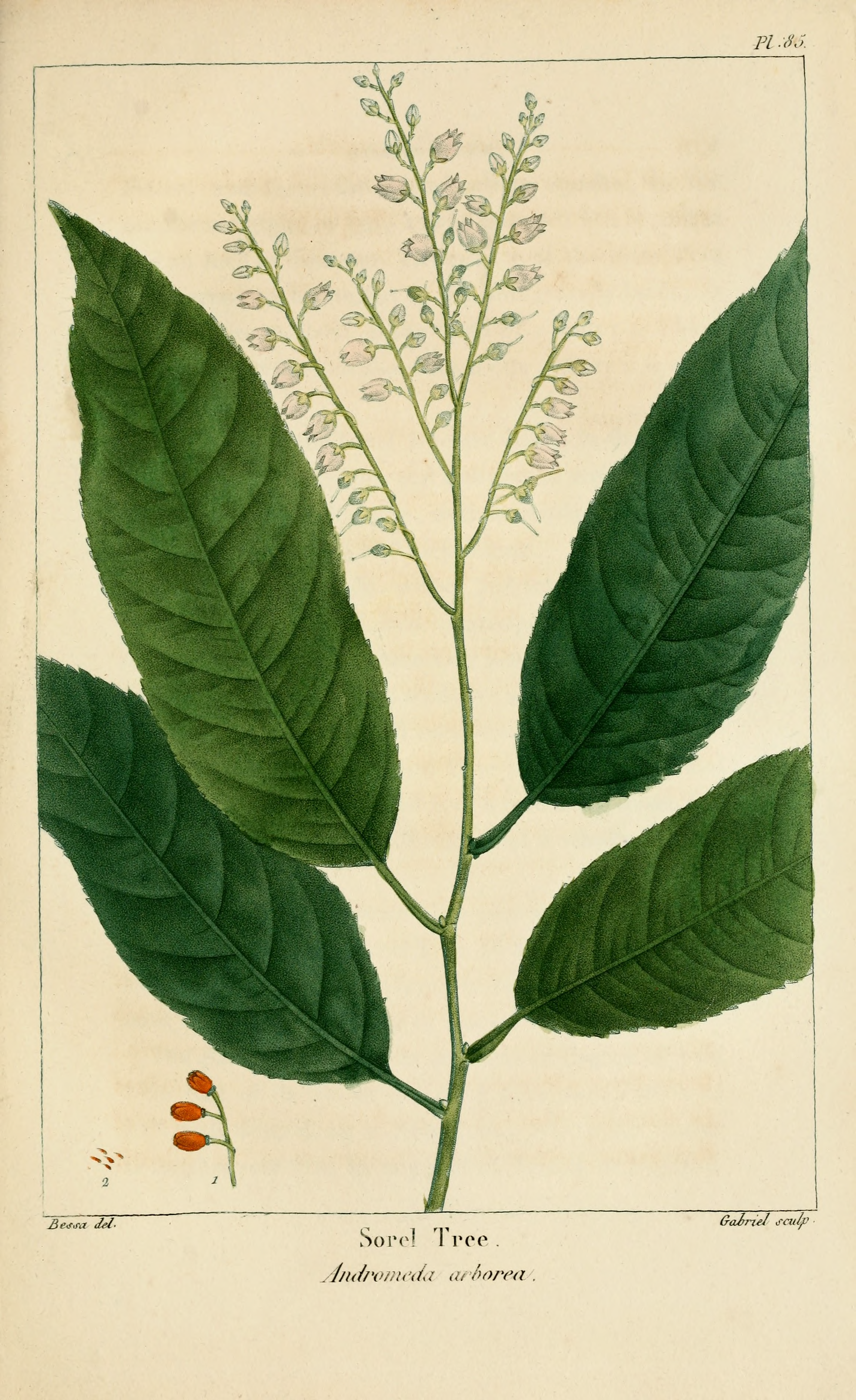
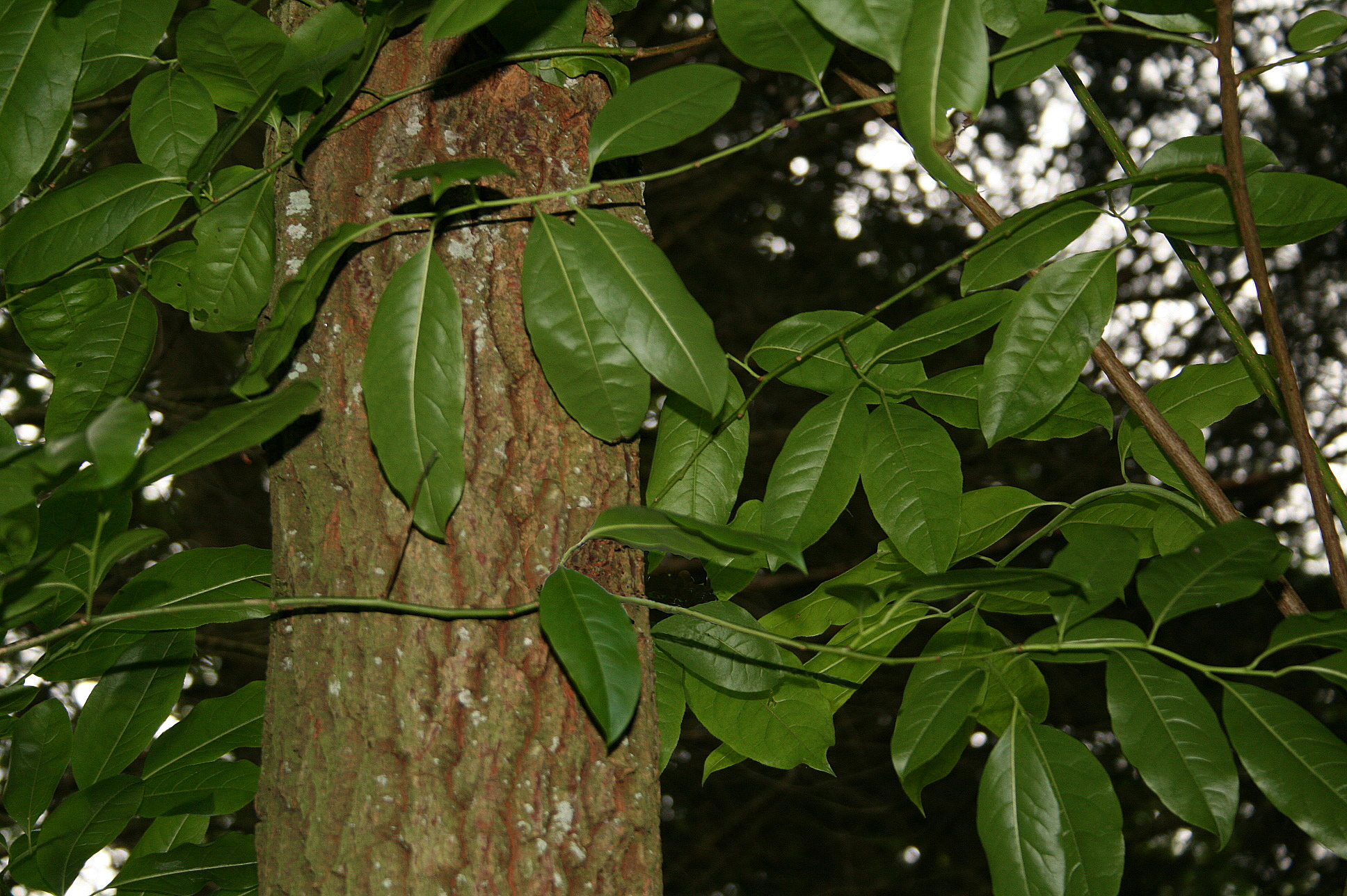